# The Kiss of Morning
The Kiss of Morning è il quarto album discografico in studio da solista del cantautore inglese Graham Coxon, pubblicato nel 2002.

## Tracce
1. Bitter Tears – 5:18
2. Escape Song – 2:26
3. Locked Doors – 3:45
4. Baby, You're Out of Your Mind – 1:56
5. It Aint No Lie – 2:55
6. Live Line – 3:37
7. Just Be Mine – 4:44
8. Do What You're Told To – 4:34
9. Mountain of Regret – 4:50
10. Latte – 1:19
11. Walking Down the Highway – 3:09
12. Song for the Sick – 1:55
13. Good Times – 5:55